# Phyllotreta emarginata
Phyllotreta emarginata är en skalbaggsart som beskrevs av Edgar Albert Smith 1985. Phyllotreta emarginata ingår i släktet Phyllotreta och familjen bladbaggar. Inga underarter finns listade i Catalogue of Life.